# Agapetus vireo
Agapetus vireo là một loài Trichoptera trong họ Glossosomatidae. Chúng phân bố ở miền Tân bắc.